# Antocha studiosa
Antocha studiosa är en tvåvingeart som beskrevs av Alexander 1951. Antocha studiosa ingår i släktet Antocha och familjen småharkrankar. Inga underarter finns listade i Catalogue of Life.